# Critics' Choice Television Award de la meilleure série télévisée comique
Le Critics' Choice Television Award de la meilleure série télévisée comique (Critics' Choice Television Award for Best Comedy Series) est l'une des récompenses décernées aux professionnels de l'industrie de la télévision par le jury de la Broadcast Television Journalists Association depuis 2011.

## Palmarès

### Années 2010
- 2011 : Modern Family
  - 30 Rock
  - Archer
  - The Big Bang Theory
  - Community
  - Glee
  - Louie
  - The Middle
  - The Office
  - Parks and Recreation

- 2012 : Community
  - The Big Bang Theory
  - Girls
  - Modern Family
  - New Girl
  - Parks and Recreation

- 2013 : The Big Bang Theory
  - Louie
  - The Middle
  - New Girl
  - Parks and Recreation
  - Veep

- 2014 : Orange Is the New Black
  - The Big Bang Theory
  - Broad City
  - Louie
  - Silicon Valley
  - Veep

- 2015 : Silicon Valley
  - Broad City
  - Jane the Virgin
  - Mom
  - Transparent
  - Veep
  - You're the Worst
- 2016 : Master of None
  - Black-ish
  - Catastrophe
  - Jane the Virgin
  - The Last Man on Earth
  - Transparent
  - You're the Worst

- 2016 : Silicon Valley
  - Atlanta
  - Black-ish
  - Fleabag
  - Modern Family
  - Unbreakable Kimmy Schmidt
  - Veep

- 2018 : Mme Maisel, femme fabuleuse (The Marvelous Mrs. Maisel)
  - The Big Bang Theory
  - Black-ish
  - GLOW
  - Modern Family
  - American Patriot (Patriot)

- 2019 : Fleabag [1]
  - Barry
  - Mme Maisel, femme fabuleuse (The Marvelous Mrs. Maisel)
  - Mom
  - Au fil des jours (One Day at a Time)
  - PEN15 (en)
  - Bienvenue à Schitt's Creek (Schitt's Creek)

### Années 2020
- 2020 : Fleabag (Amazon)
  - Barry (HBO)
  - Mme Maisel, femme fabuleuse (The Marvelous Mrs. Maisel) (Amazon)
  - Mom (CBS)
  - Au fil des jours (One Day at a Time) (Netflix)
  - PEN15 (Hulu)
  - Schitt's Creek (Pop)

- 2021 : Ted Lasso (Apple TV+)
  - Better Things (FX)
  - The Flight Attendant (HBO Max)
  - Mom (CBS)
  - PEN15 (Hulu)
  - Ramy (Hulu)
  - Bienvenue à Schitt's Creek (Pop)
  - What We Do in the Shadows (FX)

- 2022 : Ted Lasso
  - The Great
  - Hacks
  - Insecure
  - Only Murders in the Building
  - The Other Two
  - Reservation Dogs
  - What We Do in the Shadows

- 2023 : Abbott Elementary
  - Barry
  - The Bear
  - Better Things
  - Ghosts
  - Hacks
  - Reboot
  - Reservation Dogs

- 2024 : The Bear
  - Abbott Elementary
  - Barry
  - La Fabuleuse Madame Maisel (The Marvelous Mrs. Maisel)
  - Poker Face
  - Reservation Dogs
  - Shrinking
  - What We Do in the Shadows

- 2025 : Hacks
  - Abbott Elementary
  - English Teacher
  - Nobody Wants This
  - Only Murders in the Building
  - Somebody Somewhere
  - St. Denis Medical
  - What We Do in the Shadows

## Statistiques

### Récompenses multiples
Aucune

### Nominations multiples
5 : The Big Bang Theory
4 : Modern Family, Veep
3 : Black-ish, Louie, Parks and Recreation, Silicon Valley
2 : Broad City, Community, Jane the Virgin, New Girl, The Middle, Transparent, You're the Worst